# Salvatore Cannavò
Salvatore Cannavò (Linguaglossa, 23 agosto 1964) è un giornalista, editore e politico italiano.

## Biografia
Nato il 23 agosto 1964 a Linguaglossa (CT), nel 1998 diventa un giornalista professionista, oltre a lavorare per 13 anni al quotidiano Liberazione, organo di stampa ufficiale del Partito della Rifondazione Comunista, di cui è stato vice-direttore durante la gestione di Sandro Curzi.
Nel 2003 fonda, insieme a Giulio Calella e Checchino Antonini, la casa editrice Edizioni Alegre, di cui è presidente e direttore editoriale. In questa veste è il direttore responsabile della rivista Letteraria, fondata da Stefano Tassinari e ha diretto fino al 2012 la rivista Erre. La casa editrice lancia nel 2018 la rivista Jacobin Italia, "sorella" italiana di quella statunitense con cui vige un accordo di partnership.
Nella sua attività politica partecipa ai primi quattro Forum sociali mondiali, contribuendo alla fondazione di ATTAC nel 2001 organizzando così il controvertice di Genova contro il G8; in seguito cura il programma del primo Forum sociale europeo, a Firenze nel 2002.
Iscritto al Partito della Rifondazione Comunista dal 1991 (provenendo dalla Quarta Internazionale) è stato candidato alle elezioni europee del 2004 e poi, nel 2006, venendo eletto alla Camera dei deputati nella circoscrizione Lazio I.
Nel 2007, in seguito al "caso Turigliatto", lascia il gruppo parlamentare del PRC per aderire al gruppo misto, componente Sinistra Critica.
In occasione delle elezioni politiche del 2008, Cannavò è ricandidato alla Camera, come capolista in alcune circoscrizioni per Sinistra Critica ma non è rieletto, a causa del non raggiungimento dello sbarramento da parte della lista. In seguito continua a essere fra i principali dirigenti nazionali di Sinistra Critica, fino al congresso del 2012 quando non fa più parte del Coordinamento nazionale e non ricopre più incarichi esecutivi avendo scelto di svolgere l'attività giornalistica a tempo pieno. Dopo lo scioglimento di tale organizzazione, nel 2013, non aderisce a nessun altro partito.
- 1996-2009: Liberazione
- 2010-oggi: Il Fatto Quotidiano

Ha collaborato anche con Erre, Letteraria, Il Megafono Quotidiano e Jacobin Italia
Dal punto di vista lavorativo nel 2009 lascia Liberazione per divergenze politiche ed editoriali. Dopo alcuni mesi di disoccupazione nel 2010 inizia a lavorare a Il Fatto Quotidiano dove si occupa di lavoro e di questioni sindacali. Nel 2016 viene nominato Direttore operativo della Editoriale Il Fatto Spa, incarico che nel 2017 si trasforma in quello di Direttore centrale news. Nel settembre 2018 diventa vicedirettore del quotidiano diretto da Marco Travaglio. Sul sito del quotidiano gestisce un suo blog.

## Vita privata
È padre di due gemelli, avuti nel 2005 dalla compagna Flavia D'Angeli.

## Opere
- Porto Alegre, Capitale dei movimenti. Percorsi e progetti di un movimento globale, manifestolibri, 2002
- L'Onda anomala (insieme ad altri sette autori), Edizioni Alegre, 2008
- La rifondazione mancata. 1991-2008, una storia del Prc, Roma, Edizioni Alegre, 2009
- Altre sanguisughe. L'Italia derubata. Parassiti di stato, pensionati di lusso e i politici che non mancano mai, Roma, Aliberti editore, 2011
- C'era una volta la Fiat. Tutto quello che l'azienda non vuole che sappiate, Roma, Aliberti editore, 2012
- C'era una volta la Fiat. La nuova Fca e lo scontro di Marchionne con il sindacato, Roma, Edizioni Alegre, 2014
- Mutualismo. Ritorno al futuro per la sinistra, Roma, Edizioni Alegre, 2018
- Da Rousseau alla piattaforma Rousseau, Roma, PaperFIRST, 2019
- Si fa presto a dire sinistra. Tre anime in cerca di identità, Casale Monferrato, Piemme, 2023